# Salviati (famiglia)

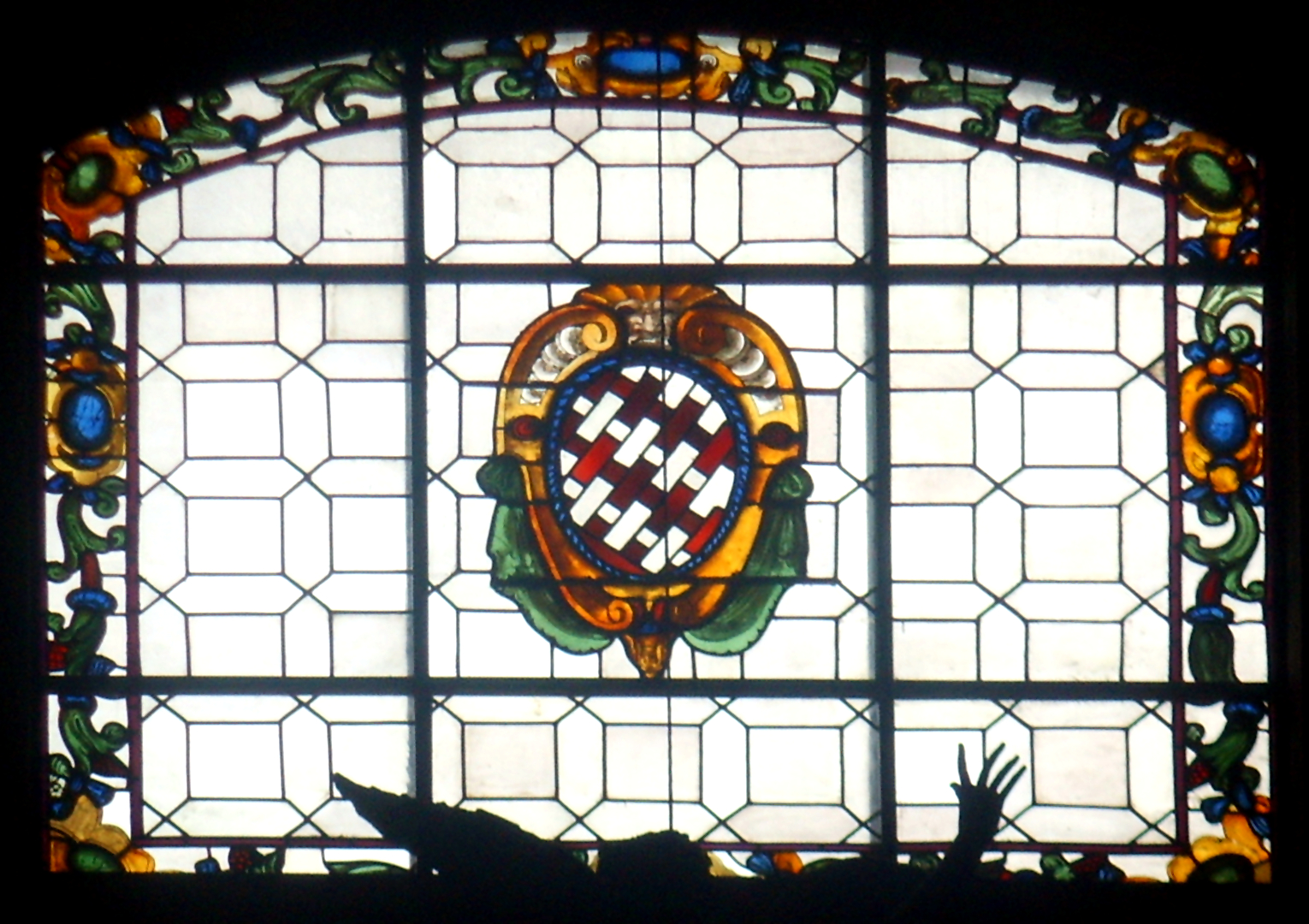
Stemma di Casa Salviati nella cappella di Sant'Antonino Pierozzi nella Chiesa di San Marco, Firenze

La Casata dei Salviati è un'antica famiglia ducale italiana di Firenze, risalente a un capostipite Gottifredo vissuto nel XII secolo.

## Storia familiare
Alcune fonti farebbero risalire la famiglia Salviati a un capostipite di nome Gottifredo vissuto nel XII secolo, ma il primo personaggio accertato storicamente è Cambio di Salvi, priore e Gonfaloniere di Giustizia a Firenze nel 1335. Prima del Mille alcuni hanno ricostruito un cambio di nome, da Caponsacchi a Salviati, per via di vicende legate alle lotte tra le fazioni politiche: i Caponsacchi ghibellini di Fiesole, avrebbero cambiato nome prima di stabilirsi nella guelfa Firenze. Nel medioevo i Salviati ebbero una casa-torre nei pressi della Badia Fiorentina. A Firenze il quartiere del Salviatino prende nome da loro.
Importanti furono le cariche pubbliche ricoperte dalla famiglia nella Repubblica fiorentina, con il record di 63 priori, 21 gonfalonieri di giustizia e 6 alti prelati. La ricchezza familiare era data, come la grande parte dei maggiorenti fiorentini, dall'attività bancaria e dal mercanteggio delle lane.
Esponenti quindi di primo piano nel patriziato fiorentino, e sebbene invischiati nella congiura dei Pazzi, con l'arcivescovo di Pisa Francesco Salviati, i Salviati dall'inizio del XVI secolo avviarono una graduale trasformazione che li portò ad essere una delle tante casate gravitanti intorno alla corte medicea, a partire dal matrimonio di Jacopo Salviati con Lucrezia de' Medici, figlia di Lorenzo il Magnifico e sorella di papa Leone X. In quel periodo intorno al 1520, dopo il ritorno dei Medici in Firenze, la situazione politica della città vedeva il conflitto interno alla nobiltà tra l'odio del governo popolare repubblicano da un lato e il timore per la concentrazione del potere nelle mani di una sola famiglia dall'altro. I Salviati, e in particolare Jacopo divennero inizialmente il perno di una corrente aristocratica contraria all'affermazione del principato di Cosimo I de' Medici, nonostante Cosimo stesso fosse imparentato con i Salviati da parte di madre. Solo Averardo Salviati si mostrò favorevole al nuovo regime, anche per via dei suoi stretti vincoli finanziari con i Medici e progressivamente tutti i Salviati riallacciarono rapporti di tipo commerciale e politico con la famiglia dominante.
Nel corso dei secoli, il cognome Salviati ha subito anche una variante in Salviato. Grazie alla loro stretta collaborazione con i Medici il 22 settembre 1621 furono elevati a marchesi di Montieri feudo nello stato senese.

## Mecenatismo
A Firenze Palazzo Salviati si trova in Via del Corso ed è oggi sede della Banca Toscana, ma il principale palazzo familiare era l'attuale Palazzo Borghese in via Ghibellina, strada che rappresentava da sempre il quartier generale dei Salviati. 
I Salviati fecero edificare la Cappella Salviati (o di Sant'Antonino Pierozzi) in San Marco a fine Cinquecento, dove vennero traslate le spoglie dell'arcivescovo patrono di Firenze. Tra gli artisti impiegati ci furono il Giambologna, il Passignano, Alessandro Allori, il Poppi ed altri.

## Personalità di spicco

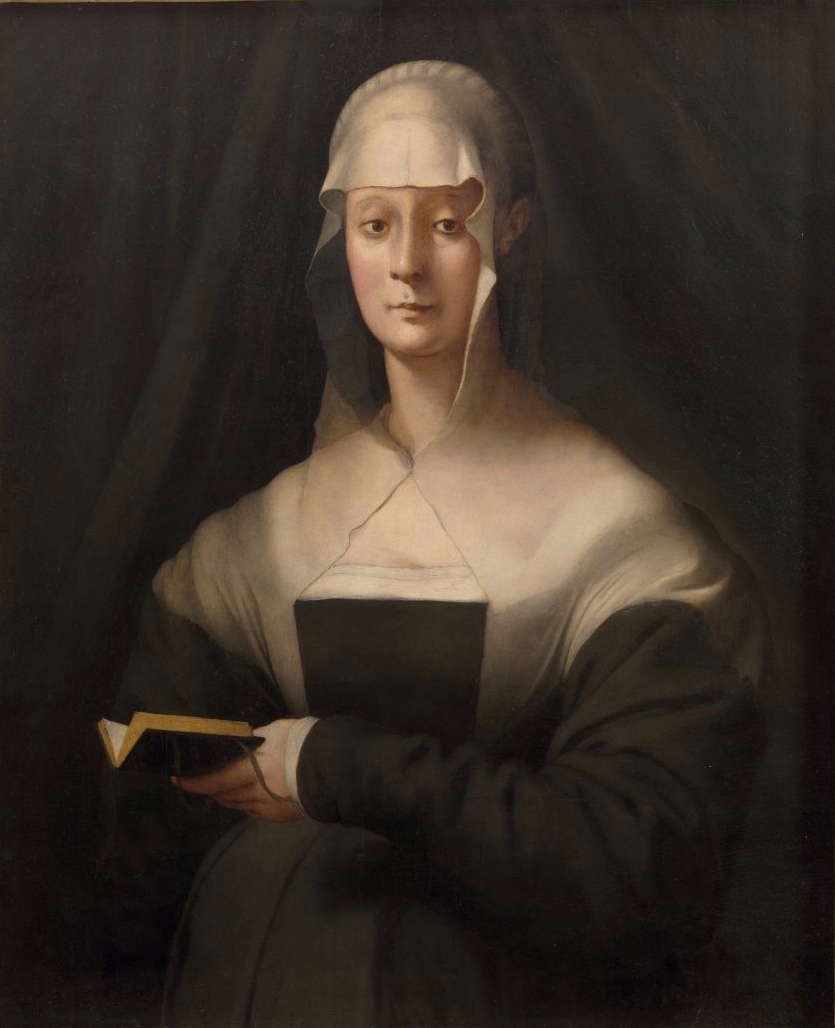
Ritratto di Maria Salviati, Pontormo

- Jacopo Salviati fu un capitano morto nella prima metà del XV secolo; scrisse anche una Cronica detta anche Memorie dall'anno 1398 al 1411.
- Alamanno Salviati, figlio di Jacopo, fu un banchiere di successo che aprì le filiali del banco di famiglia a Bruges e a Londra, andando così ad aggiungersi a quelle di Firenze e Pisa.
- Francesco Salviati, nipote di Jacopo, fu Arcivescovo di Pisa e partecipò alla congiura dei Pazzi e per il fallimento della medesima fu impiccato a una finestra di Palazzo Vecchio
- Jacopo Salviati (1461-1533), sposò Lucrezia de' Medici, figlia di Lorenzo il Magnifico; da essi nacquero almeno quattro figli di notevole importanza:
  - Maria Salviati, moglie di Giovanni delle Bande Nere e madre del primo Granduca di Toscana Cosimo I;
  - Francesca Salviati, moglie di Ottaviano de' Medici e madre di Papa Leone XI.
  - Giovanni Salviati (Firenze, 1490 - Ravenna, 1553) nominato Vescovo di Ferrara nel 1510 e poi Cardinale nel 1517  dallo zio papa Leone X; fece numerose ambascerie anche per il cugino papa Clemente VII.
  - Bernardo Salviati (Firenze, 1492 - Roma, 1568), fratello di Giovanni, inizialmente si dedicò alla carriera militare, prendendo parte a numerose spedizioni contro i Turchi, e grazie al suo valore arrivando al grado di generale delle galee dell'Ordine dei Cavalieri di Malta; stabilitosi in Francia, vestì l'abito ecclesiastico e fu nominato Cardinale da papa Pio IV.
- Lionardo Salviati (Firenze, 1540 - 1589) fu un umanista e filosofo, fondatore dell'Accademia della Crusca[1].
- Anton Maria Salviati (Firenze, 1537 - Roma, 1602) nunzio in Francia, fu nominato Cardinale nel 1583.
- Filippo Salviati (Firenze, 1582 - Barcellona, 22 marzo 1614), scienziato italiano.
- Alamanno Salviati (Firenze, 1669 - Roma, 1773) fu protonotaro e legato apostolico a Urbino, poi fu nominato Cardinale nel 1730.
- Gregorio Anton Maria Salviati (Roma, 1722 - 1794), nominato Cardinale nel 1777, ultimo erede maschio della famiglia e zio della duchessa Anna Maria, ultima della sua Casa.

Con la morte del cardinale Salviati, i beni ed i titoli della famiglia furono ereditati da Anna Maria Salviati, sposa nel 1768 del principe Marcantonio IV Borghese. Il figlio secondogenito di Anna Maria, Francesco Borghese, assunse il titolo di duca Salviati, che lasciò poi per disposizione testamentaria al proprio figlio terzogenito Scipione, con l'obbligo di assumere per sé ed i propri discendenti il nome Salviati. Da Scipione, dal 1834 duca Salviati, discende l'attuale linea dei duchi Salviati; egli capitanò il movimento cattolico in Italia servendo sempre fedelmente il papato, e dopo Porta Pia fu uno dei principali esponenti dell'opposizione cattolica intransigente contro il nuovo Stato Italiano. Fondò l'Ospedale Bambin Gesù di Roma, ampliò l'ospizio dei Mendicanti e convalescenti con una sezione dedicata ai bambini e fece realizzare la Villa Salviati nella proprietà della famiglia a Migliarino.
Non è imparentato con la famiglia il pittore Francesco Salviati, nato De' Rossi, che prese lo pseudonimo dopo aver affrescato il Palazzo Salviati a Roma, né il pittore Giuseppe Porta, suo allievo, che a sua volta adottò lo pseudonimo di "Salviati" in onore del maestro.

## Gli ospedali
A Roma, vari rami della famiglia donarono ben tre ospedali alla città. 
Il cardinale Anton Maria fu infatti protettore dell'ospedale di San Giacomo degli Incurabili, che rifondò nel secolo XVI per donarlo infine alla città. Tale ospedale è stato chiuso solo nel 2008, dopo quasi sette secoli di attività ininterrotta. Contro tale chiusura si è opposta Oliva Salviati, rivendicando che l'atto di donazione dell'ospedale del suo antenato vincolava la destinazione come ospedale e, dopo ben quattordici anni di battaglie legali, è riuscita a scongiurare il pericolo di una speculazione immobiliare, ottenendo prima il pronunciamento del Consiglio di Stato che ha annullato l'atto regionale con sentenza del 7 aprile 2021 e poi la definitiva conferma dalla Corte Suprema di Cassazione il 13 febbraio 2023. Queste sentenze hanno decretato l'illegittimità della chiusura dell'ospedale e portato la riapertura all'attenzione nazionale.
Nel 1869 i duchi Arabella e Scipione Salviati constatarono che i bambini non godevano di trattamenti specifici all'interno degli ospedali romani, e decisero di destinare allo scopo una loro casa. La struttura, chiamata "Bambino Gesù", aveva inizialmente 12 letti nel quartiere Regola, a ridosso del Tevere. Ai duchi Salviati si affiancano nel tempo altre famiglie che con le donazioni aiutano l'ospedale a diventare un punto di riferimento per i piccoli malati della capitale, fino a registrare nel 1907 la quota di mille degenti. Nel 1924 la famiglia Salviati decise di donare l'ospedale alla Santa Sede.
Un terzo ospedale, non più esistente, l'ospedale di San Rocco, fu riconvertito dallo stesso cardinal Anton Maria Salviati in nosocomio femminile, attribuendogli diversi suoi beni personali per tale riconversione.

## Opere pie
A Roma, lo stesso cardinal Anton Maria fondò il Collegio Salviati accanto all'Orfanotrofio di San Maria in Aquiro. Anche in questo caso Oliva Salviati ha espresso il timore di una speculazione immobiliare a danno dell'utilizzo benefico originario.

## Salviati, Duchi di Giuliano (1627-1809)
- Jacopo (1607-1672), I duca di Giuliano
- Francesco Maria (1629-1698), II duca di Giuliano
- Antonio Maria (1665-1704), III duca di Giuliano
- Antonio Maria (1658-1728), IV duca di Giuliano, cugino del precedente
- Gian Vincenzo (1693-1752), V duca di Giuliano
- Averardo (1721-1783), VI duca di Giuliano
- Anna Maria (1752-1809), VII duchessa di Giuliano, sposò Marcantonio IV Borghese, V principe di Sulmona

La casata si estingue nella dinastia dei Borghese

## Borghese-Salviati, Duchi Salviati (1839-oggi)
- Scipione (1823-1892), I duca Salviati, figlio di Francesco Borghese, VII principe di Sulmona, figlio di Anna Maria Salviati, mutò il proprio cognome in Salviati
- Antonio (1860-1920), II duca Salviati, sposato con Maria Aldobrandini
- Pietro (1887-1972), III duca Salviati, nel 1914 sposò a Palazzo Zilleri a Vicenza Maria Antonietta Zilleri dal Verme, figlia del conte Henri Zilleri dal Verme degli Obbizzi.[8]
- Averardo (1896-1973), IV duca Salviati, fratello del precedente, sposato con Igiea Costanza Florio.
- Forese (1927-2022), V duca Salviati, sposato con Maria Grazia Grawonska
- Lorenzo Borghese Salviati (n. 1957), VI duca Salviati, sposato con Valentina Bonomo in seconde nozze.
- erede presunto di Lorenzo è Francesco Forese (n. 2000)

## Ramo ligure-savonese
Un ramo collaterale della famiglia si stabilì dapprima a Sarzana e successivamente a Savona nel XIX secolo, dove risulta documentato in elenchi nobiliari locali, con Giovanni Salviati (1860–1911) che sposò Rosa Berta. Da questa unione nacque Pietro Giovanni Salviati (1893–1975), violinista e decorato con l'Ordine di Vittorio Veneto per la partecipazione alla Prima Guerra Mondiale.